# برناردينو كاباليرو
برناردينو كاباليرو (بالإسبانية: Juan Bernardino Caballero de Añasco y Melgarejo)‏ (و. 1839 – 1912 م) هو سياسي من باراغواي .
تولى منصب رئيس الباراغواي .